# 三村昌泰
三村 昌泰（みむら まさやす、1941年10月11日 - 2021年4月8日）は、日本の数学者。広島大学名誉教授。現象数理学専攻。

## 経歴
香川県高松市生まれ。1965年に京都大学工学部を卒業、1967年に同大学大学院修士、1973年に同博士。その後、甲南大学助教授、同教授、広島大学理学部教授、東京大学大学院理学研究科教授、明治大学理工学部教授を歴任。1990年に京都で開催された国際数学者会議では応用数学部門で招待講演を行っている。2021年4月8日に死去。
- 1965年 京都大学 工学部数理工学科卒業。
- 1967年 京都大学大学院工学研究科修士課程数理工学専攻修了。
- 1973年 工学博士(京都大学)。
- 1974年 甲南大学助教授。
- 1979年 同教授。
- 1980年 広島大学理学部教授。
- 1993年 東京大学大学院数理科学研究科教授。
- 1998年 広島大学理学部教授。

東京大学大学院数理科学研究科教授（1999年3月まで併任）。
- 1999年 広島大学大学院理学研究科教授（数理分子生命理学専攻）。

京都大学数理解析研究所教授（2000年3月まで併任）。
- 2000年 フランス科学高等研究院(IHES)客員研究員。
- 2003年 ポアンカレ研究所客員研究員。
- 2004年 明治大学理工学部教授。
- 2004年 明治大学理工学部教授。
- 2005年 明治大学先端数理科学インスティテュート所長。
- 2006年 フランス社会科学高等研究院(EHESS)客員教授。
- 2011年 明治大学大学院先端数理科学研究科教授、同研究科長。
- 2021年4月8日、死去、79歳[3]。死没日をもって、従四位に叙され、瑞宝中綬章が追贈される[4]。

## 著書
単著、共著、編著、編集、監修、監訳
- 2016年 マレー数理生物学 応用編　丸善出版、ISBN 9784621300626
- 2015年 現象数理学の冒険（明治大学リバティブックス）明治大学出版会、ISBN 9784906811106
- 2014年 マレー数理生物学入門　丸善出版、ISBN 9784621086742
- 2013年 現象数理学入門　東京大学出版会、ISBN 9784130629164
- 2006年 パターン形成とダイナミクス（非線形・非平衡現象の数理④）東京大学出版会、ISBN 9784130640947
- 2006年 爆発と凝集（非線形・非平衡現象の数理③）東京大学出版会、ISBN 9784130640930
- 2005年 生物にみられるパターンとその起源（非線形・非平衡現象の数理②）東京大学出版会、ISBN 9784130640923
- 2005年 リズム現象の世界（非線形・非平衡現象の数理①）東京大学出版会、ISBN 9784130640916
- 2000年 生物の形づくりの数理と物理　共立出版、ISBN 9784320055452

## 受賞・栄典
- 中華民国数学會外国人貢献賞受賞 (2008年12月19日)
- 広島大学名誉教授、明治大学名誉教授
- 従四位、瑞宝中綬章